# Veïs
Veïs (en llatí Veii, en grec antic Οὐηίοι) va ser una ciutat d'Etrúria. El seu nom, segons Sext Pompeu Fest, era d'origen osc i volia dir «carro de feina», però no hi altres proves per a aquesta etimologia. Entre els autors antics es donen diverses distàncies entre Veis i Roma. Dionís d'Halicarnàs diu que era a uns 100 estadis de la capital, i La Taula de Peutinger parla de 90. Titus Livi diu que era a la fita número 20 des de Roma. Es creu que estava situada al lloc que ara s'anomena Isola Farnese, a uns 20 km al nord de l'antiga Roma, a la vora de la via Càssia. En aquell lloc s'han trobat restes de muralles i sepulcres, i senyals d'antics camins que sortien en diverses direccions. A més, es van descobrir, l'any 1810, pedres amb inscripcions relacionades exclusivament amb Veis i els veientins.
Al començament de la història romana Veïs ja existia. L'historiador Eutropi l'anomena civitas antiquissima Italiae atque ditissima ('una ciutat d'Itàlia antiquíssima i riquíssima'). Estava separada del territori romà pel riu Albula (més tard, Tíber), en una època en què ni el Turó Vaticà ni el Janícul pertanyien a Roma. Veïs tenia el mont Soracte i Capena era una colònia de la ciutat que va esdevenir independent. Tenia al nord-oest el mont Ciminus i al sud el territori de Caere. El territori produïa vi, que era poc apreciat, segons el poeta Horaci. Dionís d'Halicarnàs diu que la ciutat era gran com Atenes i quasi més gran que Roma. Veïs va ser inicialment una república segurament aristocràtica, amb magistrats anuals electes, però va derivar cap a una monarquia electiva per a evitar les dissensions que es produïen en les eleccions anyals, però aquesta opció va provocar el rebuig d'altres ciutats etrusques confederades. Només es coneix el nom de tres reis: Tolumnius, Propertius i Morrius.
La primera guerra coneguda és la que van lliurar contra Ròmul en resposta a la conquesta romana de Fidenae (Fidenes), colònia de Veïs. Els romans en van sortir victoriosos i els veians o veientins van tenir milers de baixes tant a la batalla com després, a la fugida, quan volien travessar el riu Tíber. Es van veure obligats a demanar la pau. Ròmul els va imposar el lliurament de part del territori (la part més propera a Roma coneguda com a Septem Pagi segurament perquè tenia set viles i abraçava probablement el Vaticà i el Janícul, el lliurament de les mines de sal de la boca del Tíber, i a més entregar 50 ostatges en garantia. Va signar a canvi una pau de 100 anys i el retorn dels presoners. El territori rebut va ser el lloc on es va establir la cinquena tribu romana, la tribu Romília o Romúlia, segons diu Varró.
La pau no va durar 100 anys, ja que es va trencar al cap de 60 o 70 anys, durant el regnat de Tul·li Hostili. Fidenae, l'antiga colònia de Veïs que havia esdevingut colònia romana després de la pau de Ròmul, va trair els romans durant la guerra d'aquestos contra Alba Longa. Quan Roma va voler castigar la ciutat, Fidenae va cridar en ajut Veïs. El rei Tul·li Hostili va travessar el riu Anio amb un exèrcit i es va lliurar una sagnant batalla en un punt entre el riu i la ciutat de Fidenae, i la victòria va ser finalment per als romans. Tul·li Hostili va fer un vot, si guanyava la batalla, per instituir dotze sacerdots anomenats Salii perquè es dediquessin al culte dels déus Pavor (que personificava el terror) i Pal·lor o Palenes (la Pal·lidesa), per mostrar el que havia succeït a la batalla.
La guerra es va renovar sota Anc Marci, iniciada per Veïs. Anc els va derrotar en dues batalles, la darrera de les quals va ser la decisiva i Veïs es va haver de rendir i lliurar tota la part dreta del riu Tíber (la comarca anomenada Silva Maesia). Anc va fundar la colònia d'Òstia a la boca del riu, per assegurar aquesta conquesta, segons diu Titus Livi.
Una altra guerra es va travar entre Veis i Roma en temps de Tarquini Prisc, un emigrant etrusc establert a Roma, que ja s'havia destacat en les guerres del temps d'Anc Marci. Tarquinii estava ara en mans de Roma, però altres ciutats etrusques van donar suport a Veïs, cansades de les injustícies de Tarquini Prisc. Els romans van assolar el territori de Veïs i van derrotar la coalició enemiga a la ciutat d'Erètum, cosa que els va permetre reclamar la sobirania de tota Etrúria, deixant però a les ciutats els seus drets i privilegis. Es diu que va ser després d'aquesta victòrias quan Tarquini va introduir a Roma els dotze lictors i les seves fàscies, emblemes de la servitud de les dotze ciutats etrusques, i altres elements propis de la reialesa etrusca, segons Dionís d'Halicarnàs.
Alguns autors han dubtat d'aquesta història perquè Titus Livi no en parla, però diu que sota Servi Tul·li, es va acabar la treva establerta entre les ciutats etrusques i Roma. Però la guerra que va seguir va ser cosa només de Veïs, i el seu resultat no es coneix prou bé.
Quan Tarquini el Superb va ser expulsat de Roma, les ciutats etrusques el van voler restablir, i es va formar una lliga encapçalada per les ciutats de Tarquinii i Veïs. La primera batalla es va lliurar a Silvia Arsia, i no va ser decisiva, encara que els romans van reclamar una victòria dubtosa. Els etruscs van obtenir l'assistència de Porsenna rei (lars) de Clúsium i, seguidament, van obtenir una completa victòria sobre els romans i van recuperar tots els territoris perduts des del temps de Ròmul. Però Porsenna va retornar aquest territoris als romans com a agraïment per haver acollit les restes de l'exèrcit etrusc dirigit pel seu fill Arrunt, després de la derrota d'Arícia.
Veïs es va sentir molt molesta pel gest de Porsenna com a cap de la Lliga Etrusca, però no va fer res fins a l'any 483 aC, després de la seva mort. Es va iniciar una guerra fronterera que va durar un parell d'anys fins que el 481 aC, es va fer un congrés general dels etruscs i un gran nombre de ciutadans de totes les ciutats es van unir als de Veïs contra Roma. Inicialment Veïs en va sortir victoriosa, principalment per un motí dels soldats romans que es veien inferiors en nombre, però els insults dels etruscs el van enfurismar i van presentar batalla. El conflicte va ser llarg i sagnant i una vegada els etruscs, fins i tot, van ocupar el campament romà, que va ser recuperat pel valor de Titus Siccius, però que va provocar moltes pèrdues romanes, entre aquestes el cònsol Quint Fabi Vibulà i diversos tribuns i centurions, i els romans només van poder reclamar el triomf quan ell veians van abandonar el camp voluntàriament durant la nit. El cònsol sobrevivent, Marc Fabi Vibulà, va tornar a Roma i va refusar els honors del triomf i va dimitir, cosa que es va atribuir oficialment a les ferides rebudes durant la lluita.
Per aquest temps, els veientins, veient que no podien vèncer els romans a camp obert, van adoptar un sistema de lluita nou: quan els romans s'acostaven, es retiraven a llocs fortificats, però quan els romans es retiraven tornaven a ocupar el camp, i dominaven el territori fins a la vora de Roma. La gens Fàbia, que havia donat molts cònsols a Roma i havia participat activament a les últimes guerres, es va oferir a la cuitat per resoldre el problema. El cònsol Cesó Fabi Vibulà, que era cònsol per tercera vegada, va oferir-se al senat per dirigir una guerra continuada i llarga amb les seves pròpies forces, sense demanar diners ni soldats, i es va acceptar la proposta. L'endemà, va fer els vots religiosos, va sortir de Roma i va fortificar la zona del riu Cremera (avui Valcha) amb els seus familiars, amics, esclaus i clients (uns 3.000 o 4.000 homes) probablement a la zona d'Osteria della Valchetta. Aquesta posició permetia als romans prevenir expedicions dels veientins i alhora fer incursions en territori de Veïs. Van rebutjar tots els atacs dels veientins i Veïs va demanar ajut a la Lliga etrusca. Quan les forces etrusques van atacar, els romans també van enviar en ajut un exèrcit regular dirigit pel cònsol Luci Emili Mamerc. Els romans van obtenir la victòria. Des de llavors, els Fabis es van fer més audaços en les seves incursions cap a Veïs, mantenint la fortalesa durant dos anys. Els veientins, cansats de les incursions, van simular una retirada i van fer caure als Fabis en una trampa. Cesó Fabi Vibulà va morir en una emboscada el 13 de febrer del 476 juntament amb molts membres de la seva família.
Els etruscs, en conèixer la notícia, van avançar contra Roma i es van apoderar del turó Janícul, a tocar de la ciutat, van travessar el riu Tíber i van arribar fins a la porta avui anomenada Porta Maggiore. A la Porta Maggiore i a la Porta Col·lina, van tenir llocs els combats decisius i els atacants es van haver de retirar. L'any següent, Veïs, aliada als sabins, va ser derrotada sota les muralles de la seva mateixa ciutat pel cònsol Publi Valeri Publícola. La guerra es va acabar l'any següent, quan era cònsol Gneu Manli Vulsó, que va signar una treva de 40 anys amb Veïs, per la qual la ciutat havia de pagar a Roma un tribut en gra i diners.
Però els 40 anys no es van respectar i, pocs anys després, es van reprendre les hostilitats, cap a l'any 442 aC, de moment van ser atacs de baixa intensitat, però que van degenerar en guerra oberta el 435 aC, en temps del rei (o Lars)Tolumnius, quan van instigar a la rebel·lió a la colònia romana de Fidenae. Com que els de Fidenae no pogueren canviar el seu compromís, Tolumnius els va obligar a matar els ambaixadors romans que havien estat enviats per demanar explicacions. Van seguir dues batalles no decisives; Veïs va rebre l'ajut de Falisci, però la coalició va ser derrotada en la decisiva batalla sota la muralla de Fidenae, en què va morir Tolumnius a mans del tribú militar Servi Corneli Cos.
Tres anys després, la pesta es va declarar a Roma i Fidenae i Veïs van aprofitar-ho per a marxar contra la ciutat. Van acampar davant de la Porta Col·lina, però l'exèrcit romà, dirigit pel dictador Quint Servili Prisc Fidenat, els va obligar a retirar-se. Van ser perseguits i derrotats prop de Nomentum, i els romans van entrar a Fidenae.
Després d'això, Veïs va negociar una treva que aviat van violar, quan van començar a fer incursions en territori romà l'any 427 aC i finalment van derrotar un exèrcit romà en què els tres tribuns no es van entendre. Fidenes es va tornar a revoltar, va matar tots els colons romans i va fer costat a Veïs, que també havia arreplegat un gran nombre de voluntaris etruscs. Roma va nomenar dictador Mamerc Emili Mamercí, que va marxar contra l'enemic acampat a la confluència entre l'Anio i el Tíber. Entre aquest lloc i Fidenae es va lliurar una batalla, en la qual finalment els romans van obtenir la victòria i van entrar a Fidenae perseguint l'enemic en fuita. Van saquejar i destruir la ciutat i van vendre els seus habitants com a esclaus. Veïs va negociar una treva de vint anys.
En acabar la treva, els romans ja havien decidit sotmetre definitivament Veïs com havien fet amb Fidenae. L'exèrcit romà va assetjar la ciutat amb un exèrcit dirigit per sis tribuns militars. La Lliga etrusca, es va reunir a Fanum Voltumnae per determinat quin camí havien d'emprendre. Però Veïs havia tornat a elegir un rei, una persona rica i poderosa que era odiat pels etruscs per l'opressió i les seves formes imperioses de governar, però sobretot per haver impedit la realització de certs Jocs sagrats. Van decidir a l'assemblea que si el rei no era deposat no ajudarien als de Veïs. La ciutat no es va atrevir a deposar-lo i es va quedar sola davant els romans.
Van aconseguir resistir el setge durant deu anys i, per primera vegada, els soldats romans van combatre també a l'hivern i van haver de rebre un sou regular (stipendio). Capena, Falisci i Tarqinii van intentar deslliurar la ciutat sense èxit. Quan els romans ja pensaven a retirar-se, va passar, segons la llegenda, una cosa extraordinària: les aigües del llac Albanus van començar a inundar la regió. Van consultar l'oracle de Delfos, que va predir que la ciutat seria ocupada quan les aigües s'aturessin sense arribar al mar. Els romans van fer un canal subterrani que arribava fins a la ciutat i la van poder ocupar. El dictador Marc Furi Camil, que havia dirigit la construcció del túnel, va entrar a la ciutat, mentre els etruscs d'altres ciutats (Allia) eren atacats pels gals cisalpins i no podien enviar ajut. Una vegada el pas soterrani va arribar sota la ciutat, el dictador va ordenar una distracció amb atacs per diferents punts i les tropes, a través del pas, van sortir prop del temple de Juno, deïtat tutelar de Veïs, i van agafar els veians entre dos focs. Van aconseguir d'obrir les portes i els romans van entrar. A continuació hi va haver una massacre i van saquejar la ciutat. Tots els habitants que no van morir van ser venuts com esclaus. Tot això passava l'any 396 aC. La imatge de Juno de Veïs va ser portada a Roma i instal·lada al mont Aventí, on es va construir un temple que va existir fins al segle iv.
El territori de Veïs es va dividir entre els ciutadans de Roma a raó de set jugeres per cap. Després d'un debat, es va decidir no repoblar la ciutat, però els edificis no van ser destruïts, i així, quan els gals van atacar Roma, després de la batalla de l'Àl·lia, les edificacions van servir de refugi als ciutadans romans i un cop passat el perill, es va ratificar que no seria repoblada, l'any 389 aC. Alguns romans als que havien destruït les seves cases a Roma, van decidir quedar-se a la ciutat, fins que un senatus consultum els va obligar a sortir sota amenaça de pena capital.
Veïs, deserta, va caure en decadència. Juli Cèsar va instal·lar al territori una colònia militar l'any 45 aC. Sembla que també es va establir una colònia a la mateixa ciutat, que existia al temps de la Tercera Guerra Civil Romana quan va ser objecte d'un assalt. La població es va tornar a dispersar i la colònia no es va restablir fins al temps d'August, ja a començaments del segle i, quan es va constituir el municipi Augustus Veiens, que segurament no es refereix a l'antiga ciutat sinó a la sorgida de la colònia militar. El municipi encara existia en temps de Constanci Clor, i només apareix després a la Taula de Peutinger i a la Cosmologia de Ravenna del segle vii i probablement els llombards la van destruir. Es va construir un castell en aquell lloc lloc al segle xi, que s'anomenava La Isola i avui es diu Isola Farnese.